# Joy Unlimited (Album)
Joy Unlimited ist ein Jazzalbum von Harry Beckett. Die am 12. März 1974 im Chalk Farm Studio entstandenen und 1975 auf Vinyl bei Cadillac Records erschienenen Aufnahmen wurden im August 2020 als Compact Disc,  Langspielplatte und digitaler Tonträger von Cadillac Records wiederveröffentlicht.

## Hintergrund
Joy Unlimited war Mitte der 1970er-Jahre Becketts reguläre Band; am 25. November 1975 entstand in ähnlicher Besetzung der Livemitschnitt Memories of Bacares der bei Ogun Records erschien. Beckett sammelte eine Reihe von jüngeren Spielern um sich. Der Pianist/Keyboarder Brian Miller und der Schlagzeuger Nigel Morris – angeblich ein Schüler von Billy Cobham – gehörten beide zu der britischen Jazz-Rock-Band Isotope um Gary Boyle. Der Bassist Daryl Runswick und der Gitarrist Ray Russell hatten zwar beide unterschiedliche Karrieren, sind aber gleichfalls dem frühen Jazz-Rock-Stil verbunden (meinte Jon Turney). Hinzu kam Martin David an den Congas, der Perkussionsgewebe hinzufügte.

## Titelliste

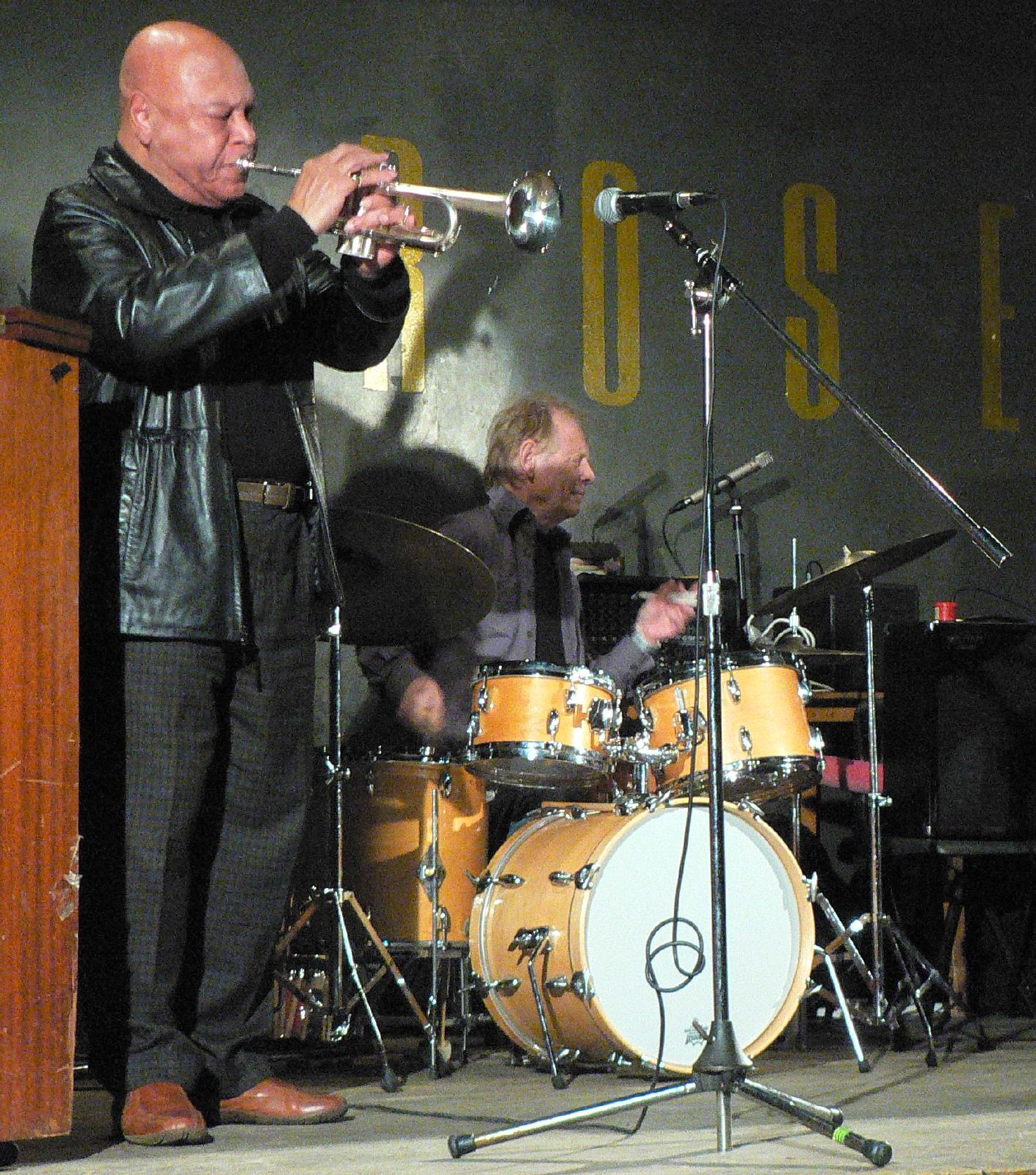
Harry:Beckett und Tony Marsh beim Gedenkkonzert 2007 für Paul Rutherford

- Harry Beckett: Joy Unlimited (Cadillac Records  SGC 1004)[4]

1. No Time for Hello 	8:40
2. Glowing 	6:10
3. Changes Are Still Happening 	1:14
4. Bracelets of Sound 	8:03
5. Ring Within Rings 	6:55
6. Not Just Tomorrow 	9:23

## Rezeption
Der Beckett-Biograf John Thurlow schrieb in den Liner Notes der Neu-Edition, „die Musik gehört zu den besten [Aufnahmen] seiner Karriere und bietet die funky Gitarre von Ray Russell in einer Reihe hervorragender lateinamerikanischer und karibischer Jazz-Fusion-Workouts. Ein Juwel und ein verschollener Klassiker.“
Dave Gelly schrieb im Guardian, Joy Unlimited  sei eine willkommene Wiederentdeckung aus dem Jahre 1975 mit einem vielversprechend fröhlichen Titel. Das Album sei weder typisch für seine Zeit noch für irgendetwas anderes, sondern stehe für sich selbst. Alle sechs Tracks – allesamt Beckett-Kompositionen – seien melodisch, temperamentvoll und attraktiv arrangiert, so Gelly. Sein eigenes Solospiel sei ziemlich erstaunlich. Das Verlauf der Session vermittle ein Gefühl der Zusammengehörigkeit, eine Aura, die Beckett zu folgen schien und die ihnen wahrscheinlich geholfen habe, das ganze Album an einem Tag aufzunehmen.
Jon Turney schrieb in London Jazz News, das sei ein ziemlich hochkarätiges Ensemble, und das Spiel der Band sei ausnahmslos interessant. Insbesondere Gitarrist Russell bekomme viel Raum für Solos in Becketts eingängigen, sonnigen Melodien. Sein Spiel hier sei hauptsächlich von John McLaughlin geprägt, mit einem Hauch von Jimi Hendrix und Carlos Santana hier und da, aber er sei wahrscheinlich erfinderischer als jeder von ihnen. „Trotzdem sind es Becketts Soli, die immer noch am hellsten leuchten“, lobt der Autor. „Charakteristischerweise steht er nicht so sehr im Vordergrund wie einige Leader - es gibt Tracks, bei denen man hauptsächlich vom Rest der Band hört.“ Aber jedes Mal, wenn er auftaucht, nehme er einen gefangen, und seine sich entwickelnde Solo-Logik ist immer die Art, bei der Zuhörer nicken und anerkennend lächeln. Deshalb sei es großartig, diese Session Becketts zur Verfügung zu haben, um sie neu zu genießen.
Nach Ansicht von Mike Hobart, der die Wiederauflage des Albums in der Financial Times rezensierte, habe Trompeter Beckett hat einen hellen Ton und eine ansprechende melodische Begabung. Der Autor lobt ebenso „die flotte Virtuosität“ des Gitarristen Ray Russell. Die Jams des Session seien stark vom Blues getränkt. Beide seien starke Solisten, die durchweg engagiert spielten; aber das Album falle auch als Ensemble-Stück auf, mit Brian Millers einfühlsamen Beiträgen am Synthesizer, Piano und Fender Rhodes sowie durch die Schlagzeug und Perkussion-Phrasierung als Einheit.